# ساریجا (شکی)
ساریجا (به لاتین: Sarıca) یک منطقه مسکونی در جمهوری آذربایجان است که در شهرستان شکی واقع شده است. ساریجا ۱۰۰۴ نفر جمعیت دارد.